# Ictus cordis

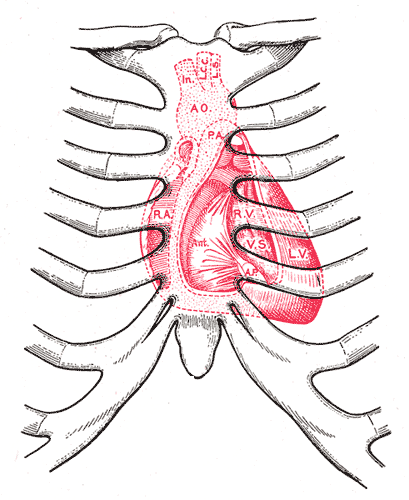
Posição da ponta do coração num indivíduo normolíneo

Ictus cordis (termo latino, não confundir com a palavra inglesa ictus que significa deficiência neurológica localizada de aparecimento agudo), choque da ponta ou impulso apical  é o local da parede torácica onde se pode palpar o pulsar do coração. A localização usual depende do tipo morfológico da pessoa. Num indivíduo normolíneo situa-se a nível da interseção do 4º ou 5º espaço intercostal esquerdo com a linha médio-clavicular esquerda. Este ponto corresponde à zona onde o coração está mais próximo da grelha costal permitindo assim a sua palpação num espaço intercostal.

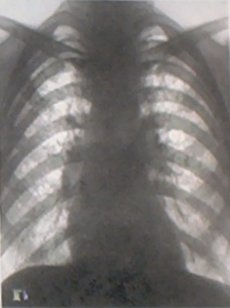
exemplo de um coração vertical "em gota"

## Desvio do choque da ponta secundário ao tipo morfológico
1. No tipo normolíneo o impulso apical é sentido na sua localização habitual, interseção da linha médio-clavicular esquerda com o 4º ou 5º espaço intercostal.
2. No tipo longilíneo, indivíduos altos, magros, com uma distância púbis-pé superior à distância púbis-vértice da cabeça, tórax estreito, ombros estreitos, o coração adopta uma posição mais vertical tendo na radiografia torácica o aspeto chamado de "coração em gota". A ponta cardíaca desce abaixo do 5º espaço intercostal, mais central que a linha médio-clavicular e o impulso apical é por vezes sentido próximo do apêndice xifoide esternal.
3. No morfotipo brevilíneo, indivíduos com o tórax largo, uma distância púbis-pé menor que a distância púbis-vértice, muitas vezes com excesso de peso e um diafragma elevado, o coração está numa posição mais horizontal. O impulso apical é desviado para acima do 4º espaço intercostal e para fora da linha médio-clavicular, na linha axilar anterior e mesmo por vezes na linha axilar média. Numa radiografia do tórax o coração aparece "deitado" sobre o diafragma dando um falso aspecto de dilatação cardíaca porque o índice cardiotorácico (sinal radiológico: razão entre o diâmetro do coração e o diâmetro torácico) está aumentado.[2]

## Desvio patológico do choque da ponta

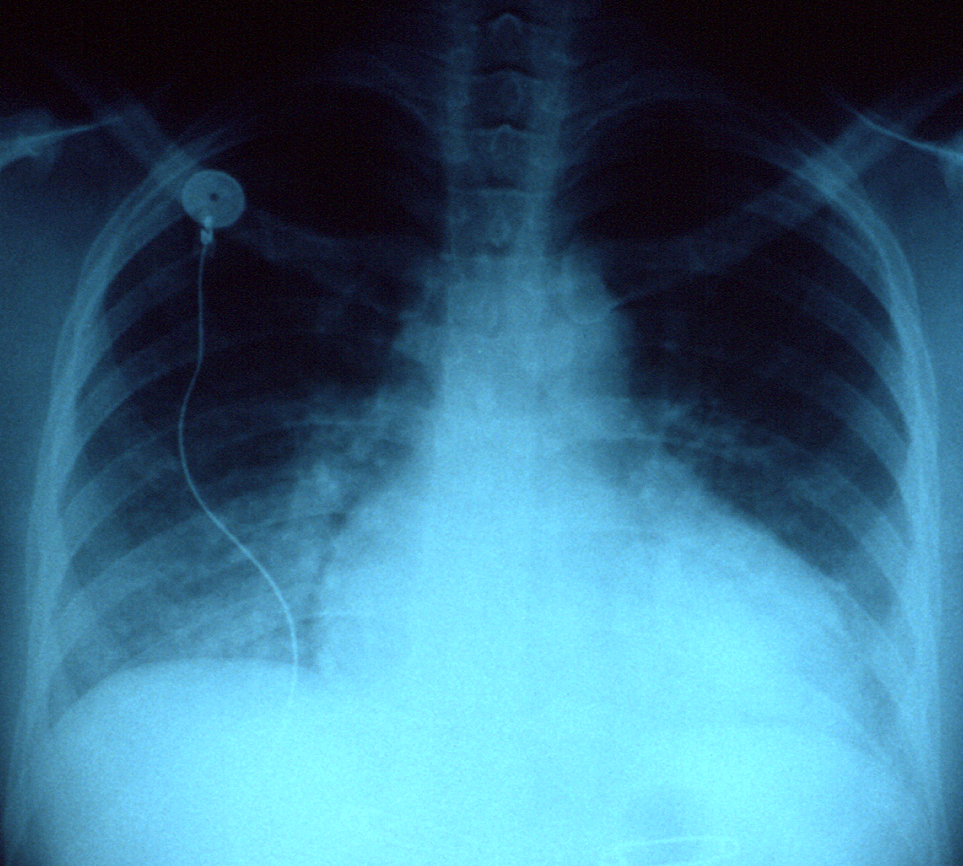
Rx-Aumento da silhueta cardíaca e desvio da localização do choque da ponta para a esquerda

Para além das variações do tipo morfológico, muitas patologias vão alterar o posicionamento do coração e portanto vão deslocar a sua zona de palpação.
1. Na dextrocardia em que a posição do coração é a "imagem em espelho" da posição normal, a ponta cardíaca e as cavidades esquerdas situam-se do lado direito, o impulso apical sente-se na mesma localização descrita mas do lado direito.[3]
2. As doenças pulmonares alteram a posição do coração.[4]
3. O enfisema pulmonar bilateral (se for simétrico) vai originar um reposicionamento cardíaco muito semelhante ao que aparece no indivíduo longilíneo.
4. a atelectasia de um pulmão, com fibrose pode repuxar o coração com desvio da ponta cardíaca.
5. um pneumotórax vai desviar o coração e o choque da ponta para o lado contralateral.
6. As doenças cardíacas, alterando as dimensões das cavidades vão alterar a localização do impulso apical.
7. Na cardiomegalia global o choque da ponta está desviado para a esquerda por vezes a nível da linha axilar média.
8. A patologia óssea da coluna ou do tórax  provoca um reposicionamento cardíaco com desvio da ponta cardíaca e da localização do impulso apical, dependendo da patologia e da gravidade.

No exame físico, a localização do choque da ponta, conjugada com o tipo morfológico do paciente, fornece de imediato uma informação sobre o posicionamento e/ou a presença de aumento do volume cardíaco.